# Brotherella canadensis
Brotherella canadensis là một loài rêu trong họ Sematophyllaceae. Loài này được W.B. Schofield mô tả khoa học đầu tiên năm 2006.